# Сухопутна війна
Сухопутна війна (англ. Land warfare) — термін який використовується для опису військових операцій, які відбуваються переважно на поверхні суші планети.
Ці війни класифікуються за використанням кількості бойових одиниць, використанням різноманітних бойових навичок, методів і широкого спектра систем озброєння і устаткування, проведених у різних місцевостях і погодних умов. Сухопутні війни, за необхідності проводяться для захисту міських і сільських населених районів, серед інших видів її вивченню надається особлива увага, вона в центрі уваги більшості національних оборонних політик, а фінансові витрати на неї переважають інші витрати на оборону.
Протягом історії сухопутні війни зазнавали декілька різних переходів у їх проведенні: від великої концентрації в основному непідготовленого і нерегулярно озброєного населення, яке використовується в лобовій атаці до сучасної комбінованої концепції ведення війни, яка поєднує використання добре навчених регулярних військ з широким спектром організаційних, збройних та інформаційних систем, і передбачає використання різних стратегічних, оперативних і тактичних доктрин.
З часів Другої світової війни вона в основному включає в себе три різних типи бойових одиниць: піхоту, бронетанкові війська і артилерію. 
| Танк | Це незавершена стаття з військової справи. Ви можете допомогти проєкту, виправивши або дописавши її. |